# Edward Timpson
Anthony Edward Timpson (né le 26 décembre 1973) est un homme politique Parti conservateur qui est député pour Eddisbury de 2019 à 2024.
Il est auparavant député de Crewe et Nantwich, de 2008 à 2017, lorsqu'il perd face à la candidate du Parti travailliste Laura Smith, de 48 voix. Timpson est ministre d'État à l'enfance et à la famille après les élections générales de 2015, après avoir été promu sous-secrétaire d'État parlementaire au ministère de l'Éducation.

## Jeunesse
Timpson est né à Knutsford, Cheshire, en 1973. Son père, William John Anthony Timpson, est le président et propriétaire de la chaîne Timpson de cordonniers et d'ateliers de coupe de clés, qui appartient à la famille depuis cinq générations et compte plus de 1000 magasins au Royaume-Uni et en Irlande. Timpson grandit avec un frère, une sœur et plus de 80 enfants nourris par ses parents,.
Il fait ses études à Pownall Hall School, Alderley Edge County Primary School, Stockport Grammar Junior School, Terra Nova School et Uppingham School. Il fréquente l'Université de Durham (Hatfield College), où il obtient un BA (avec distinction) en politique. Il passe un diplôme en droit (LLB) au College of Law de Londres. Timpson devient avocat en 1998 et depuis 1999, il exerce à Chester comme avocat en droit de la famille,.

## Carrière politique

### Premières années aux Communes
En juillet 2007, Timpson est choisi comme candidat conservateur pour la circonscription de Crewe et Nantwich une région qui est représentée par le député travailliste Gwyneth Dunwoody depuis 1974. Après la mort de Dunwoody en avril 2008, une élection partielle est déclenchée pour mai 2008. À l'approche des élections partielles, Timpson est la cible d'une campagne "toff" du parti travailliste, qui tente de le dépeindre comme "un homme riche" qui ne "comprendrait pas les problèmes auxquels les gens sont confrontés au quotidien "contrairement à leur candidat, la fille de Gwyneth Dunwoody, Tamsin Dunwoody.
La campagne des conservateurs se concentre sur les problèmes locaux, tels que la criminalité et les comportements antisociaux, la fermeture de bureaux de poste et les problèmes à l'hôpital Leighton.
Le 22 mai 2008, Timpson est élu député, avec 20 539 voix (49% des voix),. Il s'agit du premier gain des conservateurs lors d'une élection partielle depuis 1982. Il prononce son premier discours à la Chambre des communes le 16 juin 2008.

### 2010 à 2017
À la suite de sa réélection le 7 mai 2010, Timpson est nommé secrétaire parlementaire privé de Theresa May, ministre de l'Intérieur. Il est nommé sous-secrétaire d'État parlementaire à l'enfance et à la famille au ministère de l'Éducation en septembre 2012.
Timpson est nommé «ministre de l'année» en 2014 pour avoir poussé des réformes augmentant l'âge du départ de la famille d'accueil de 18 à 21 ans, une initiative qu'il a initialement défendue en tant que président d'un comité d'arrière-ban. Il attribue à ses expériences d'enfance de vivre avec une grande famille d'enfants adoptés.
Il est réélu à Crewe et Nantwich aux élections générales de 2015. Le 11 mai 2015, quatre jours plus tard, David Cameron annonce sa nomination comme ministre d'État à l'enfance et à la famille au ministère de l'Éducation.
Timpson vote pour rester lors du référendum sur l'adhésion à l'UE en 2016.
Il perd son siège aux élections générales de 2017 par 48 voix après trois recomptages.

### Carrière de 2017 à 2019
Timpson rédige un rapport sur l'éducation, examinant les exclusions d'écoles, les élèves ayant des besoins éducatifs spéciaux et des besoins éducatifs spéciaux (SEN),,,.
En 2018, Timpson est nommé président du Service de conseil et de soutien au tribunal de l'enfance et de la famille (CAFCASS), pour le mandat d'avril 2018 à avril 2021, succédant à la baronne Tyler d'Enfield.

### Retour au Parlement
Ayant perdu son ancien siège de Crewe et Nantwich en 2017, Timpson est sélectionné avec succès comme candidat du Parti conservateur pour le siège voisin Eddisbury aux élections générales de 2019. Il bat Antoinette Sandbach (anciennement députée conservatrice qui a été suspendu du parti puis a fait défection aux libéraux démocrates). Son ancien siège est également revenu aux conservateurs.

## Vie privée
En juin 2002, Timpson épouse Julia Helen Still dans le sud du Cheshire. Le couple a un fils et trois filles.